# Axonální zakončení

Činnost axonálního zakončení: Neuron A odesílá signál na axonální zakončení k předání neuronu B. (přijímací). Popis: 1. Mitochondrie. 2. Synaptická vezikula s neurotransmitery. 3. Autoreceptor. 4. Synapse s uvolněným neurotransmiterem (serotonin). 5. Postsynaptický receptory aktivované neurotransmiterem (vyvolání postsynaptického potenciálu). 6. Vápníkový kanál. 7. Exocytóza vezikuly. 8. Opětovně vychytaný neurotransmiter.

Axonální zakončení je nejvzdálenější zakončení axonu.